# If It’s Lovin’ That You Want
Az If It’s Lovin’ That You Want egy pop–reggae dal, amit Samuel Barnes, Scott La Rock, Mosely Makeba, Jean Claude Oliver, Alaxsander Mosely és Lawrence Parker írt Rihanna első albumára, a Music of the Sunra  2005-ben. A kislemez producerei a Poke & Tone produkciós csoport volt.
A dal az album második kislemezeként jelent meg a Pon de Replay után, és az amerikai Billboard Hot 100 slágerlistán a 36. helyet érte el. Világszerte több országban is sikert aratott, Lengyelországban és Szlovákiában a top 5-be, Ausztráliában és Új-Zélandon a top 10-be került, a brit slágerlistán a 11. helyig jutott, és ez lett Rihanna első száma, amelyik elérte az 1. helyet a Fülöp-szigeteken. Ez volt az album utolsó kislemeze, kivéve Japánban, ahol megjelent egy harmadik is, a Let Me.
Egy remixe, az If It’s Lovin’ That You Want – Part 2 (featuring Corey Gunz) megjelent Rihanna második, A Girl Like Me című albumán 2006-ban. Ezt a verziót felhasználták a Gossip Girl – A pletykafészek című televíziósorozat egyik epizódjában.

## Videóklip
A dal videóklipjét Marcus Raboy rendezte, és egy kaliforniai tengerparti területen játszódik. A klip táncjeleneteinek koreográfusa Fatima Robinson. Egyes jelenetei egy tábortűz körül játszódtak, a táncosok hastáncot mutatnak be, Rihanna pedig szintén hastáncol és jet skizik, aminek irányítását akkor tanulta meg.

## Helyezések
| Slágerlista (2005)                  | Legmagasabb helyezés |
| ----------------------------------- | -------------------- |
| Ausztrál ARIA kislemezlista         | 9                    |
| Belga kislemezlista                 | 25                   |
| Brit kislemezlista                  | 11                   |
| Dél-afrikai kislemezlista           | 8                    |
| Holland Top 40                      | 13                   |
| Eurochart Hot 200 kislemez          | 35                   |
| Ír kislemezlista                    | 8                    |
| Japán, tokiói kislemezlista         | 86                   |
| Kanadai kislemezlista               | 48                   |
| Lengyel kislemezlista               | 2                    |
| Német kislemezlista                 | 25                   |
| Olasz kislemezlista                 | 22                   |
| Osztrák kislemezlista               | 31                   |
| Román kislemezlista                 | 18                   |
| Svájci kislemezlista                | 19                   |
| Új-zélandi RIANZ kislemezlista      | 9                    |
| USA Billboard Hot 100               | 36                   |
| USA Billboard Hot R&B/Hip-Hop Songs | 99                   |
| USA Billboard Pop 100               | 15                   |